# Estación de Mataró
Mataró es una estación ferroviaria situada en la ciudad española de Mataró, Cataluña (España). Es terminal intermedia de las líneas de cercanías R1 y RG1 de Rodalies de Catalunya.
Sus orígenes se remontan a 1848, siendo la primera estación ferroviaria construida en la península ibérica. La estación original fue reemplazada en 1905 por la construcción actual, que está catalogada como Bien Cultural de Interés Local (BCIL) en el Inventario del Patrimonio Arquitectónico de Cataluña, con el código IPA-8659.

## Historia

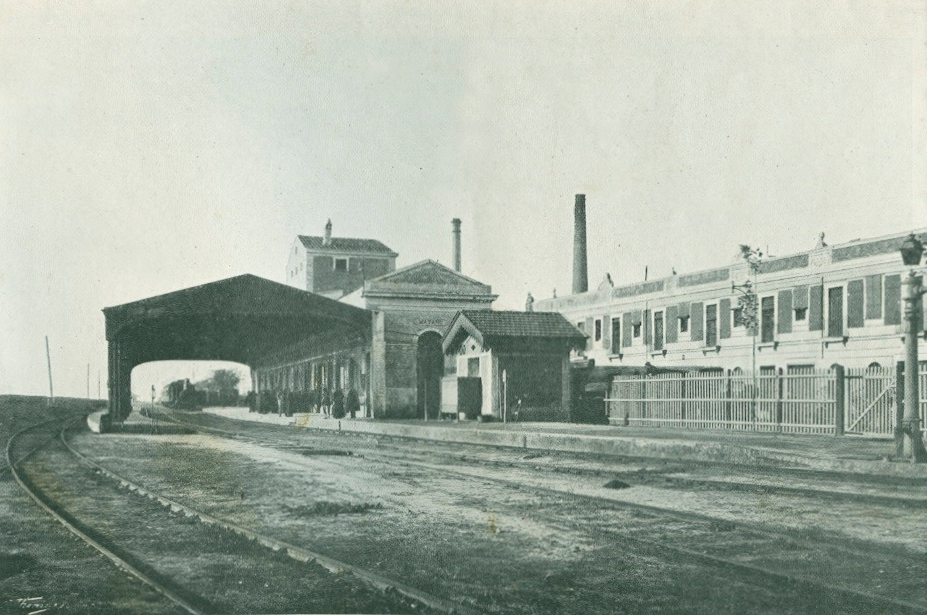
Antigua estación de Mataró

La estación de Mataró entró en servicio en 1848, como terminal de la primera línea de ferroviaria de la península ibérica, que unía esta ciudad con Barcelona. La estación original, explotada por la Compañía del Camino de Hierro de Barcelona a Mataró, fue construida por Josep Forns y estaba ubicada frente a la playa, al final de la calle de Sant Agustí. Era un edificio de estilo neoclásico, de planta rectangular, y en su parte posterior tenía anexo un cobertizo de hierro sobre las vías.
La primitiva estación quedó fuera de servicio en 1905, cuando la compañía MZA, nueva propietaria de la línea, construyó las instalaciones actuales. Se desmantelaron los andenes y el cobertizo metálico de la vieja terminal y el edificio de viajeros se aprovechó como almacén. En 1948, con motivo del centenario de la línea Barcelona-Mataró, se encargó a Marià Ribas i Bertran la restauración de la vieja estación. Sin embargo, apenas nueve años después, en 1957, el edificio fue derribado al abrirse el nuevo trazado de la N-II.

### Accidente ferroviario de 2012

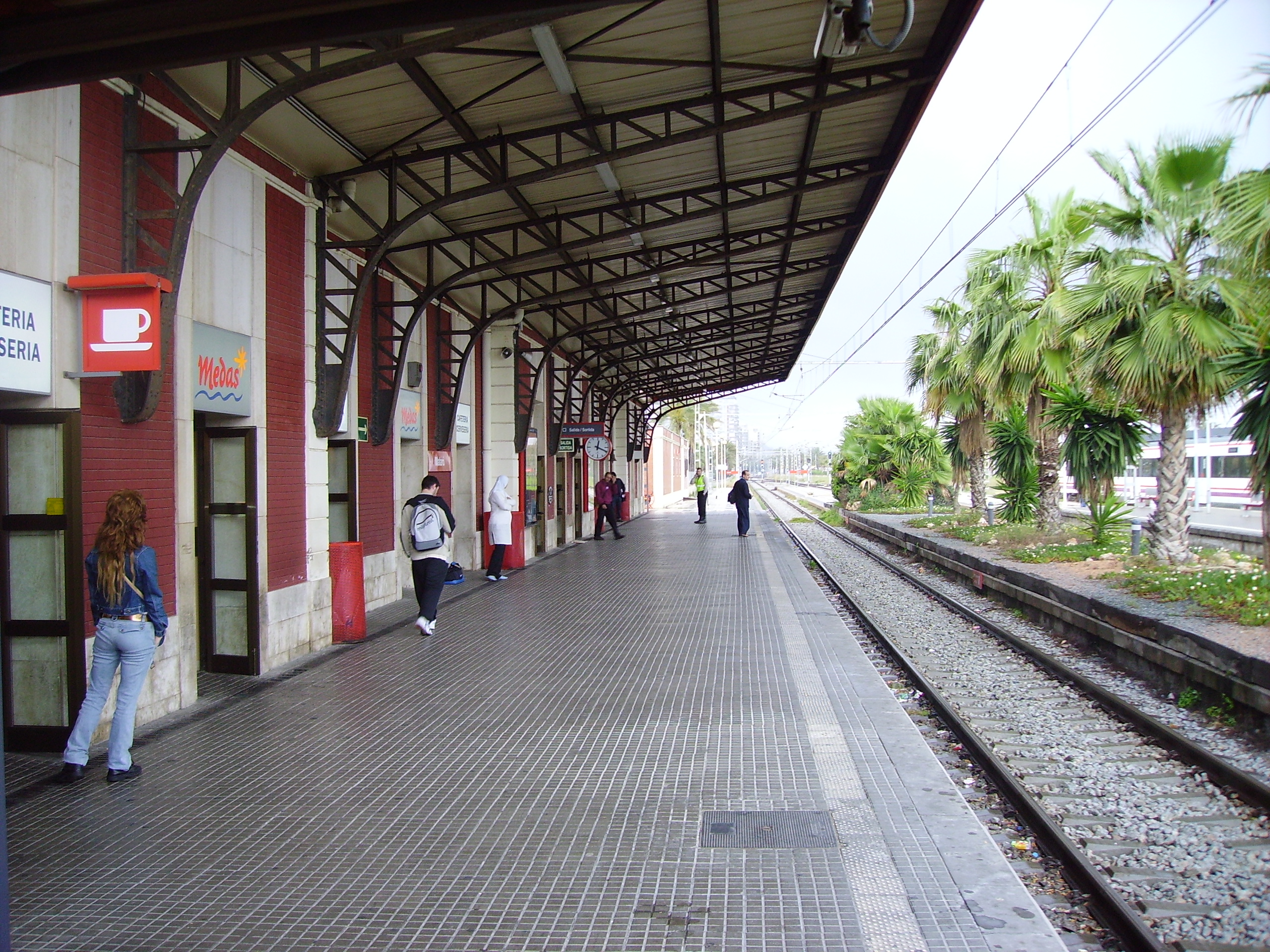
Aspecto de los andenes de la estación

El 9 de febrero de 2012 se produjo un accidente cuando un tren colisionó con la topera de final de vía situada en la vía 4 (véase Accidente ferroviario de Mataró de 2012).

## Líneas y conexiones
Es cabecera de parte de los servicios de la línea, en concreto de todos los que proceden y tienen como destino Molins de Rey excepto uno o dos que continúan a Calella por la mañana y parte de los que proceden de Hospitalet.
| << cabecera                    | < estación                     | línea                    | estación >                                     | cabecera >>       |
| ------------------------------ | ------------------------------ | ------------------------ | ---------------------------------------------- | ----------------- |
| Rodalies de Catalunya de Renfe |                                |                          |                                                |                   |
| Molins de Rey Hospitalet       | Cabrera de Mar-Vilassar de Mar |                          | terminal                                       | terminal          |
| Molins de Rey Hospitalet       | Cabrera de Mar-Vilassar de Mar | San Andrés de Llavaneras | Arenys de Mar Calella Blanes Massanet-Massanas |                   |
| Hospitalet                     | Cabrera de Mar-Vilassar de Mar | San Andrés de Llavaneras |                                                | Figueras Port-Bou |